# Араванські мови
Араванські мови (також мови арава, арауа, маді) — родина південноамериканських індіанських мов, поширених на заході Бразилії (штати Амазонас і Акрі) та в Перу. Налічує, за різними підрахунками, від 6 до 10 мов. Іноді включається до складу гіпотетичної макро-аравацької сім'ї.

## Поширення
Носії араванских мов живуть у селах на берегах річок Пурус і Журуа, приток Амазонки, на території бразильського штату Амазонас. Частина носіїв мови куліна живе також у верхів'ях Пуруса на території штату Акрі і перуанського департаменту Укаялі.
Загальна кількість мовців араванських мов становить понад 3000. Найбільше число носіїв налічує кулінська: близько 900 осіб у Бразилії та близько 400 в Перу.
Араванська мова (арава, арауа) вимерла близько 1877 року, коли всі її носії загинули від епідемії кору. Згадувалися також вимерлі араванські мови пама та сіпо, наведені в Ethnologue 2005 року як «діалекти або споріднені мови» у статті про жамамадійську мову. Однак вже у 2018 про них не було жодної згадки.

## Класифікація
Згідно Ethnologue та Linguist List (2018):
- † араванська мова (арава, арауа; ISO-3: aru)
- денійська мова (дені; ISO-3: ISO-3: dny)
- кулінська мова (куліна; ISO-3: cul)
- паумарійська мова (паумарі; ISO-3: pad)
- суруахська мова (суруаха; ISO-3: swx)
- жамамадійська гілка
  - жажамадійська мова (мадійська, маді, жамамаді; ISO-3: jaa)

Жамамадійські взаємозрозумілі й іноді розглядаються як діалекти однієї мови (маді або жамамаді), при цьому жаравара і банава виявляють дещо більшу близькість між собою. Р. Діксон порівнював відмінності між жамамаді, жаравара та банава з відмінностями між англійським, американським і австралійським варіантами англійської мови (Dixon 2004: 8). Тим не менш, носії цих ідіомов усвідомлюють їх як різні мови. Іноді аруа та маді об'єднують у групу аруа-маді, а дені і кулина в групу дені-куліна (Dixon 1995).
Мова суруаха вперше була згадана в 1994 (Kaufman 1994) з посиланням на особисте повідомлення Д. Еверетта, який у 1980 зустрівся з індіанцями-суруаха під час триденного пішого переходу через джунглі у процесі вивчення мови дені. Імовірно, серед інших араванських мов суруаха найбільш близька до дені.

## Писемність
Для деяких араванських мов розроблена і застосовується писемність на латинській основі, орієнтована на португальську орфографію.